# Virus de la hepatitis C
El virus de la hepatitis C (VHC, HCV en inglés) es un virus ARN pequeño (30 a 38 nm), con nucleocápside icosaédrica y envoltura, perteneciente al género Hepacivirus de la familia Flaviviridae. Posee un genoma de cadena sencilla con sentido positivo, de 9,6 Kb que codifica un polipéptido único de cerca de 3000 aminoácidos.
Más de 170 millones de personas en el mundo se encuentran infectadas por el virus de la hepatitis C. Es una de las principales causas de hepatitis crónica a nivel mundial.
Los hepatocitos del hígado son el principal blanco del virus de hepatitis C, siendo el agente causal de la hepatitis C, aunque varios tipos de linfocitos, especialmente los linfocitos B y las células dendríticas también pueden ser infectadas. Además de la hepatitis crónica, produce complicaciones tales como la cirrosis y el hepatocarcinoma celular.
Su transmisión es parenteral. Posee una gran variabilidad genética gracias a la alta tasa de error en la replicación y a la alta producción de partículas virales existiendo 7 genotipos y 67 subtipos. Se observa que el VHC circula como una mezcla de genomas con un amplio espectro de mutantes estrechamente vinculados conocida como cuasiespecies.  En el mundo existen más de 170 millones de personas infectadas, siendo el genotipo 1 el más ampliamente distribuido. Las zonas más afectadas son el norte de África y el continente asiático con prevalencias superiores al 3,5%.

## Historia
A mediados de la década de 1970 se extendió la noticia de que los bancos de sangre estaban contaminados con un agente no identificado que provocaba hepatitis no A-no B. En 1989 se reportó la primera secuencia del virus de la hepatitis C.

## Estructura y ciclo viral
La dificultad para cultivar el virus de la hepatitis C ha sido uno de los principales impedimentos para lograr su estudio en profundidad. El descubrimiento en Japón de una cepa de virus genotipo 2a, procedente de un paciente japonés con una hepatitis fulminante facilitó el cultivo de este virus entre los años 2001 y 2003. Esta cepa es conocida como JFH-1 (Japanese Fulminant Hepatitis). También se logró cultivar virus del genotipo 1a a partir de la cepa H77S.
A partir de este punto se desarrollaron distintas tecnologías de cultivo que permitieron conocer el ciclo viral y realizar importantes avances hacia un tratamiento de la hepatitis C. Uno de estos avances fue la obtención de virus quiméricos basados en JFH-1 que contienen los UTR 3’ y 5’, y la región NS3-NS5B de JHF-1, junto con la región core-NS2 procedente de otra cepa denominada J6 con una tasa de replicación mayor in vitro. Además se han obtenido de esta quimera intragenotípica, virus recombinantes de todos los genotipos.

### Genoma

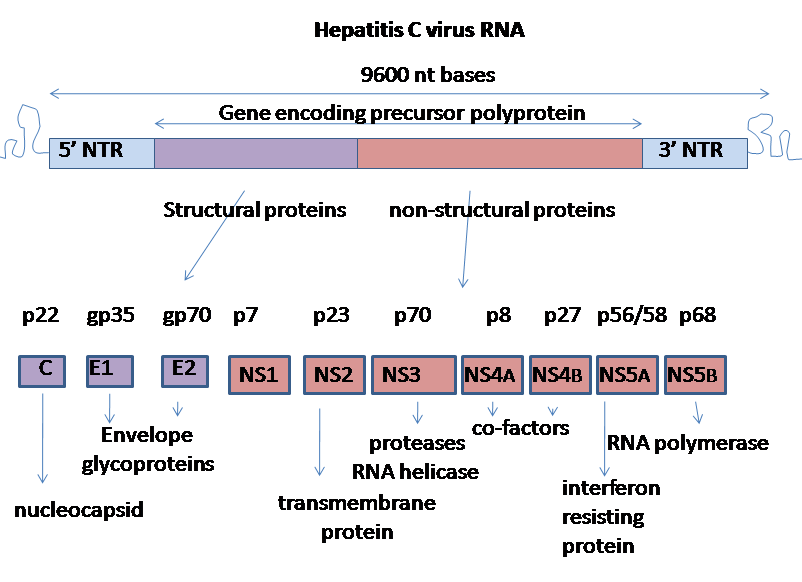
Parte superior: Esquema del genoma del VHC con los dos extremos UTR y la parte codificante para una sola proteína.
Parte Inferior: Proteínas resultantes del procesamiento de la Poliproteína.

El ARN genómico del VHC posee 9,6 Kb aproximadamente. Un único ORF codifica una poliproteína de en torno a 3011-3033 aminoácidos. Esta poliproteína es cortada por proteasas virales y celulares. El ARN está organizado con dos secuencias que no se traducen (UTR) en los extremos 5’ y 3’ del ácido nucleico. A continuación del UTR 5’ se encuentran los genes que codifican para proteínas estructurales y no estructurales; en el sentido 5’→3' se encuentran primero las proteínas estructurales: Core, E1 y E2; a continuación se encuentran las proteínas no estructurales (NS): p7, NS2, NS3, NS4A, NS4B, NS5A y NS5B.

### Proteínas estructurales
Las proteínas estructurales del virus de la hepatitis C, están codificadas en el primer tercio de la poliproteína codificada por al ARN viral. El core o proteína de la cápside y una envoltura lipídica conformada por unas glucoproteínas embebidas llamadas E1 y E2. En el interior podemos encontrar la nucleocápside icosaédrica formada por copias de la proteína core asociadas al ARN genómico. Las proteínas estructurales se requieren para la formación de partículas pero no para los procesos de replicación de ARN o traducción.

### Proteínas no estructurales
La primera proteína no estructural es p7 o NS1. Consiste en una proteína hidrofóbica que genera canales iónicos transmembrana necesarios para el ensamblaje y se postula como una posible diana terapéutica.[cita requerida]
Posteriormente se encuentra NS2 que es una proteína transmembrana hidrofóbica que actúa conjuntamente con el extremo N-terminal de NS3 generando una autoproteasa dependiente de zinc responsable del procesamiento de NS2/NS3. Además, la interacción con otras proteínas estructurales y no estructurales, resulta crucial en el ensamblaje de las partículas virales.
NS3 es una proteína con diversas funciones. En su extremo N-terminal podemos encontrar el dominio de unión de zinc de la autoproteasa, además de una serina proteasa implicada en el procesamiento de las proteínas no estructurales. Por otra parte, el dominio C-terminal se encuentra la actividad helicasa capaz de actuar sobre ARN o ADN.
La activación de la actividad ARN helicasa ocurre después de la interacción de NS3 con la ARN polimerasa ARN dependiente. Aunque el dominio N-terminal de NS3 tiene actividad catalítica independiente se requiere como cofactor NS4. El complejo NS3/NS4A es capaz de inhibir genes inducibles por ácido retinoico (RIG-I), el TLR3 y la ruta de señalización de activación de interferones (IFN-α y IFN-β) al cortar las proteínas celulares MAVS (Proteína de señalización antiviral asociada a mitocondrias) y TRIF (Dominio receptor Toll/interleucina 1 que contiene el adaptador de inducción de IFN-β). Por tanto, el complejo NS3/NS4A está implicado en el escape del sistema inmune del huésped. Esto, unido a la importancia que muestra en el desarrollo del ciclo vital, hace de NS3/4A una de las principales dianas terapéuticas.
NS4B es una proteína transmembrana con cuatro dominios hidrofóbicos. NS4B induce en la base del retículo endoplasmático la generación de la red de membranas. Esta red de membranas resulta crucial en la replicación del ARN genómico. NS4B es capaz de activar distintas proteínas celulares involucradas en la regulación del ciclo celular pudiendo causar la transformación oncogénica de la célula.
NS5A es una metaloproteína carece de actividad enzimática conocida y su función principal parece ser la interacción con otras proteínas del VHC y factores celulares. Consta de 3 dominios. Cada dominio posee alguna región que puede jugar un papel crítico en el ciclo celular. Multitud de evidencias muestran que NS5A interactúa con diferentes tipos de proteínas celulares, y por lo tanto, posee diversas funciones que van desde la inhibición de la respuesta antiviral de Interferón, a la subversión de las vías de señalización por la regulación del crecimiento celular y de la apoptosis.
La última proteína no estructural es NS5B. NS5B es una proteína integral de membrana y es una  ARN-polimerasa-ARN-dependiente que contiene en su composición un motivo GDD (Glicina-Aspártico-Aspártico)típico de todas las polimerasas. Posee la estructura espacial típica de las polimerasas de “mano derecha”, en el que tres dominios están aislados incluyendo la "palma" (donde se encuentra el centro catalítico), "pulgar" y "dedos" que rodean la "palma". Esta disposición espacial forma un “canal” que sirve para la unión del ARN de cadena simple. La lámina β se proyecta desde el “pulgar” y su función es la atracción de ARN al sitio catalítico en la posición correcta. Una región hidrofóbica de 21 aminoácidos localizada en el extremo C terminal de la polimerasa sirve como residuo de anclaje. La ARN-polimerasa es capaz de iniciar la síntesis de ARN de novo o dependiendo de cebador gracias a la unión al X-ARN y/o a la cola Poli (U/UC) en 3’ UTR. Esta polimerasa puede sintetizar una hebra complementaria partiendo desde un molde de polaridad positiva o negativa. Tanto NS3, como NS5A, como cofactores celulares tales como ciclofilina-A o ciclofilina-B, tiene un efecto directo sobre la polimerasa. Lógicamente, la importancia de esta proteína en el ciclo viral convierte a NS5B en una importantísima diana.

### Replicación
El virus interactúa con glusaminoglucános (GAG), y sindecano-1 que actúa como correceptor en la membrana plasmática del hepatocito. A continuación se produce la interacción con los receptores LDLR, SR-B1 y CD81.
Después, es transportado unido a estos receptores penetrando en la unión estrecha del hepatocito. Allí, se produce la unión de la partícula viral a la ocludina y a la Claudina-1 produciéndose la entrada del virus a través de una vesícula en un sistema dependiente de clatrina. Los receptores EGFR, NPCL1 y EphA2 regulan la interacción entre CD81 y Claudina-1 y la fusión de la envuelta con la membrana plasmática del hepatocito. El endosoma es transportado hasta el retículo endoplasmático en un proceso mediado por la dineína. En el interior del endosoma, se produce la fusión de la envoltura lipídica del virus y la membrana gracias a su acidificación.

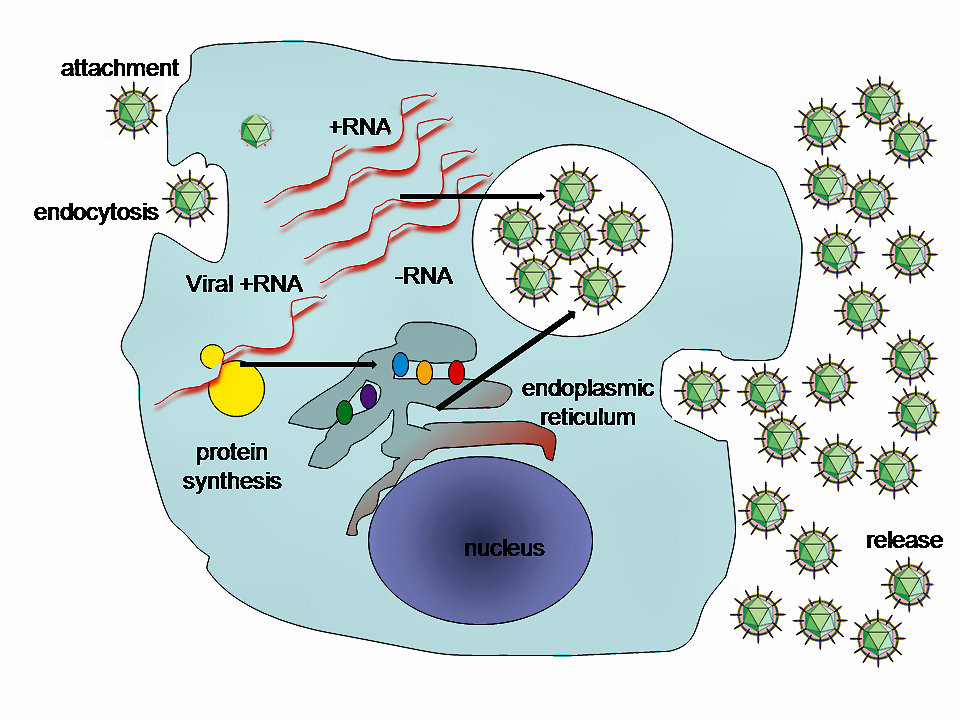
Ciclo Viral (En inglés). Attatchment: Unión, endocytosis: Endocitosis, Protein Synthesis: Síntesis de proteínas, Endoplasmic reticulum: Retículo endoplasmático, Release: Liberación

Posteriormente se produce la decapsidación liberando el ARN genómico en el interior de la vesícula. La traducción del ARN genómico origina una única poliproteína precursora de unos 3.000 aminoácidos. De la poliproteína resultante, las proteínas estructurales y p7 serán cortadas por un translocón celular, la NS2 se autoescindirá y las proteínas no estructurales serán cortadas por la proteasa viral NS3/4A.
Seguidamente, tiene lugar la replicación gracias a la ARN polimerasa, NS5B. La formación del complejo de replicación requiere la formación de la red membranosa que origina una vesícula de doble membrana. En su interior se forma el complejo de replicación formado por la asociación de las proteínas NS3-4A, con actividad helicasa, NS4B, que forma la red de membranas, NS5A y NS5B. NS5B sintetiza la hebra de polaridad negativa a partir del ARN genómico de polaridad positiva formando un ARN de doble cadena. Este ARN de doble cadena es separado por la helicasa viral en un proceso dependiente de ATP pudiendo sintetizarse una hebra positiva a partir de la negativa gracias a NS5B, y dejando libre la hebra positiva para que se produzca la traducción o la síntesis de otra hebra de polaridad negativa. Una vez sintetizado el ARN genómico se forma la red de NS5A que asiste en el ensamblaje asociando el ARN genómico a las proteínas del core y formándose la nucleocápside queda rodeada por la membrana plasmática de la célula y se forma la envoltura. En la envoltura estarán presentes las proteínas estructurales y la apopoliproteína B, mientras p7 asociado a NS2 colabora en el proceso.
Finalmente, las partículas virales son liberadas a partir de la vía de secreción celular.
La carga viral en el plasma sanguíneo de portadores asintomáticos con elevados niveles de alanina transaminasa (un enzima hepático) oscila entre 100/mL y 50.000.000/mL.

## Escape Inmune

### Evasión del sistema inmune innato
El sistema inmune innato reconoce los patógenos vía PAMPs gracias a los receptores de reconocimiento de patrones (PRR). Estos PRR incluyen TLR, genes inducibles por ácido retinoico (RIG), dominios de oligomerizacion de nucleótidos (NOD) y receptores de Lectina tipo C (CLRs). VHC puede ser reconocido por RLRs, TLRs y NLRs para desencadenar una respuesta inmune.[cita requerida]
En células del sistema inmune innato la respuesta innata se desencadena detectando patrones moleculares libres en el medio extracelular. Se ha informado que TLR7 es el PRR del VHC en células dendríticas plasmocitoides (pDCs). Este TLR7 es esencial para la producción de interferón. Esta producción de IFN requiere un contacto entre los hepatocitos y las pDCs, y el suministro de ARNss de VHC que es el principal PAMP, suceso que parece mediado por exosomas. Después de que las partículas de VHC son fagocitadas por los macrófagos, el ARN viral es detectado por TLR7 en el endosoma, dando lugar a la activación de la transcripción de pro-IL-1b y pro-IL18 (señal 1 de activación inflamasoma). Mientras tanto, concomitantemente, la captación de partículas de VHC induce la expresión transitoria de la proteína p7, lo que desencadena el eflujo de potasio para activar el NLRP3  (señal 2 de activación inflamasoma), llevando a la activación de la caspasa-1 y la maduración de IL-1b e IL-18. Además de la captación fagocitótica de partículas virales, el ARN del VHC puede ser también suministrado desde los hepatocitos a los macrófagos a través del exosoma.
En los hepatocitos el VHC puede desarrollar su ciclo de vida completo. Allí la presencia de VHC es detectada a través de distintos PRRs. El Primer PRRs decrito para los hepatocitos fue RIG-1, capaz de detectar la cola poli U/UC en el 3’UTR desencadenando la respuesta de producción de interferón. MDA5 es un PRR que detecta ARN de doble cadena como por ejemplo los intermediarios de replicación. MDA5 parece jugar un rol importante en la detección de la infección por VHC. Cuál de los dos PRRs tiene una mayor importancia es algo que está todavía en discusión.[cita requerida]
VHC desarrolla para evadir o contraatacar el sistema inmune. Estas estrategias pueden resumirse en 3 grupos:
1. Supresión de la inducción de Interferón.
2. Supresión de la inducción de efectores antivirales
3. Inhibición directa de la función de efectores antivirales.

De todas estas estrategias la más importante la lleva a cabo NS3/4A siendo capaz de escindir eficientemente MAVs. Las razones de su importancia son, en primer lugar, bloquea la vía de activación de IFN en hepatocitos. En segundo lugar, la división de MAVS bloquea la activación de la transcripción de IFN. El bloqueo en esta etapa temprana atenúa la respuesta antiviral del huésped de manera más eficaz que las respuestas que se producen en las últimas etapas. Por último, la inactivación de MAVS tiene lugar de una manera proteolítica, que es más eficiente que las interacciones proteína-proteína.
Otra estrategia de evasión es llevada a cabo por NS4B que tiene como blanco STING, una proteína adaptadora que resulta crítica en la respuesta innata inducida. NS4B interactúa físicamente con STING. Aparentemente puede interrumpir la interacción de STING con MAVs o la interacción de STING con TBK1. Además, NS4B disminuye la expresión de STING, aunque esta acción parece depender del genotipo viral ya que el genotipo 2a fue más eficiente que el genotipo 1b en la reducción de la acumulación de STING y en el deterioro consecuente de la señalización de IFN.
NS4B interactúa físicamente con STING. NS4B interrumpe las interacciones entre STING y MAVS, mientras que nuestros resultados mostraron que NS4B interrumpe la interacción de STING y TBK1. Yi et al. Mostró que NS4B disminuye la expresión de STING, y esta acción parece genotipo viral específico, ya que el genotipo 2a NS4B fue más eficiente que el genotipo 1b NS4B en la reducción de la acumulación de STING y el deterioro de la señalización de IFN.
Otra estrategia es la activación de dos genes, MYH7 y MYH7B, que producen dos microRNAs que interfieren con la producción de dos interferones. También encontraron que los mismos microRNAs inhiben la producción de un receptor crítico para la respuesta inmune antiviral impulsada por interferón.
| Elemento Viral | Posible Mecanismo |
| -------------- | --- |
| Desconocido    | Impedir la señalización JAK / STAT mediante la inducción de miARN-373 dirigido contra JAK1 y la transcripción de IRF9 |
| Core           | - Suprimir la transcripción de IRF1 - impedir la señalización JAK/STAT por inducción de SOCS3 y uniendo STAT-1 para bloquear su fosforilación y dimerización con STAT-2 |
| E2             | Inhibir la fosforilación dependiente de PKR de eIF2a |
| NS2            | Inhibe la fosforilación de IRF3 por interacción con IKKe y TBK1 |
| NS3            | - Inhibe la activación de IRF3 interactuando con inhibición de TBK1 - Inhibe la activación de NF-kB inducida por TNF-α mediante la unión a LUBAC |
| NS3/4A         | - Impide la señalización RLR escindiendo MAVS - Impide la señalización de TLR3 por escisión de TRIF |
| NS4B           | - Impide la señalización RLR interrumpiendo las interacciones de STING y MAVS - Impide la señalización RLR interrumpiendo las interacciones de STING y TBK1 - Inhibir la señalización RLR suprimiendo la acumulación de STING |
| NS5A           | - Inhibe la activación de IRF-7 mediante la interacción con IRF-7 - Impide la señalización JAK / STAT vinculando STAT-1 para bloquear su función - Impedir la señalización TLR-MyD88 mediante la unión a MyD88 - Inhibe la actividad de PKR mediante la interacción con PKR Interactuar con 2'-5 'OAS / RNasa L para bloquear su función |

### Evasión de la Respuesta Inmune Humoral
La respuesta inmune humoral es la respuesta en la que participan los anticuerpos. Además de ser una respuesta inmune importante, su estudio en la hepatitis C tiene su importancia con el objetivo de desarrollar una futura vacuna. Las estrategias que el VHC lleva a cabo para evadir esta inmunidad se detallan en los apartados siguientes[cita requerida]

#### Regulación negativa de la expresión del complejo mayor de histocompatibilidad (MHC)
Las células infectadas tienen una expresión menor del MHC de clase I. EL virus induce estrés en el retículo endoplasmático que resulta en una disminución en la glicosilación de la proteína, lo que interrumpe el plegamiento adecuado del MHC de clase I. Como resultado se acumula la proteína plegada inadecuadamente y la expresión de la proteína correctamente plegada en la superficie celular se ve disminuida . Se ha demostrado que la proteína NS4A / B del VHC regula negativamente el MHC clase I como consecuencia de una inhibición de su tráfico a través de la ER y esto podría conducir a la activación de las células NK. Por tanto, el virus debe contar con una estrategia para evadir esta respuesta mediada por células NK. Sin embargo esta estrategia no está clara a día de hoy y parece ser muy compleja. Se han observado múltiples estrategias para interferir en la producción de interferón de tipo I lo que puede llevar a la inibición de las células NK. HLA-E está especializada en el reconocimiento por parte de las células NK. En ausencia de infección vírica, este complejo se une a un conjunto muy restringido de péptidos procedentes de la degradación proteolítica del MCH clase I. Estos péptidos se unen a un surco de HLA-E e impiden la unión del receptor de las células NK (CD94 / NKG2A o CD94 / NKG2B) a HLA-E. Si esto ocurre, la actividad citolítica de las células NK se ve inhibida. En caso contrario, las células NK se activan y la célula es destruida. Se ha demostrado que esta interacción desencadena la expansión de subconjuntos de células NK en respuestas antivirales. Un péptido del VHC de la proteína core (HCVcore 35e44) es capaz de mimetizar molecularmente a los péptidos de unión a HLA-E, uniéndose al mismo e impidiendo la respuesta por NK. Este péptido también se presenta por HLA-A2 a linfocitos T citotóxicos (CTL) La presencia de CTL específicos para este péptido en individuos con hepatitis crónica implica que puede ser endógenamente procesado y presentado. Así, in vivo, también podría cargarse en HLA-E y por lo tanto representa un mecanismo sostenible por el cual el HCV puede escapar a la actividad de las células NK.

#### Variabilidad de la secuencia viral, dando lugar a proteínas mutadas que pierden la unión a receptores inmunes adaptativos.
El mecanismo de replicación propenso a errores del virus de la hepatitis C permite escapar rápidamente de las presiones mediadas por anticuerpos y otras. El enjambre de cuasiespecies resultante proporciona la materia prima para la selección de poblaciones resistentes a anticuerpos. Las respuestas de anticuerpos del anfitrión quedan rápidamente a la zaga de las secuencias de E2 mutantes dentro de las cuasiespecies. De esta forma los anticuerpos no neutralizan la cepa viral dominante en un momento dado.  En lugar de esto, neutralizan con éxito las cepas virales previamente dominantes en el mismo paciente, demostrando claramente la evolución continua y el escape del virus bajo presión selectiva de anticuerpos, con el sistema inmune humoral siempre, un paso atrás.[cita requerida]

#### Epítopos señuelo inmunogénicos que enfocan la respuesta inmune lejos de los epítopos asociados a la neutralización.
Se ha sugerido que HVR1 de E2 actúa como un señuelo inmunológico. HVR1 es altamente inmunogénico, pero no es esencial para la entrada o la infección viral; Sin embargo, los mutantes de deleción de HVR1 son mucho más sensibles a la neutralización mediada por anticuerpos, lo que sugiere que HVR1 también actúa para ocultar epítopos sensibles a la neutralización. La selección de anticuerpos conduce la evolución de la secuencia HVR1 en pacientes crónicamente infectados, mientras que HVR1 permanece estable en el tiempo en pacientes con deficiencia de inmunoglobulina. Mientras que HVR1 se predijo que estaba cerca del sitio de unión a CD81, Kong y colegas han sugerido que HVR1 se encuentra en el lado opuesto de la molécula E2, donde se oculta una superficie hidrofóbica que es muy sensible a anticuerpos.

#### Epítopos blindados por glicanos, anticuerpos no neutralizantes y lipoproteínas.
E1 y E2 están fuertemente glicosilados. E2  es inmunodominante y se cree que limita el acceso de los anticuerpos neutralizantes a los epítopos clave. Estos glicanos son también esenciales para la estructura y función de E1 y E2, y juegan papeles críticos en la entrada viral. La eliminación del escudo de glicanos aumenta la sensibilidad de VHC a la actividad de anticuerpos neutralizantes.
La competencia entre anticuerpos interferentes y neutralizantes puede interrumpir la neutralización del virus. Funciona de dos formas:En primer lugar, la competencia directa con anticuerpos neutralizantes por el mismo epítopo; Segundo, uniendo un epítopo cerca de un epítopo neutralizante, con lo que se impide el acceso. No obstante, este concepto está lejos de ser comprobado.[cita requerida]
La partícula del VHC está estrechamente asociada con las lipoproteínas, y esta asociación reduce la concentración vírica. Los viriones de baja densidad y de muy baja densidad son más infecciosos que las partículas de alta densidad. La neutralización por  anticuerpos neutralizantes aumentó con la densidad del virión, lo que sugiere que las lipoproteínas enmascararon los epítopos neutralizantes. ApoE enmascara a E2, dificultando la respuesta dirigida contra esta proteína. Curiosamente, apoC-I, la principal proteína estructural de alta densidad de lipoproteínas (HDL), también se incorpora en viriones. SR-BI se une al HDL y es un factor de entrada del VHC, lo que sugiere que el VHC ha evolucionado para explotar la interacción normal HDL-SR-BI para evitar el sistema inmune humoral y agilizar el ciclo viral. Las lipoproteínas ayudan a la evasión del VHC de la inmunidad humoral a través de dos mecanismos: en primer lugar, la asociación estrecha de VHC con lipoproteínas de baja densidad y de muy baja densidad protegen al virus de anticuerpos y en segundo lugar, HDL acelera la entrada del virus.

#### Transmisión directa de célula a célula.
Los datos in vitro e in vivo sugieren que el VHC puede propagarse por la transmisión de célula a célula. Dicha diseminación célula a célula puede permitir que el HCV evite los fluidos extracelulares, negando así el acceso de los anticuerpos neutralizantes a las partículas virales; De hecho, este mecanismo parece ser resistente a la neutralización mediada por Ab. CD81, claudina-1, ocludina, y SR-BI tienen papeles fundamentales en la transmisión lateral del VHC.

## Genotipos
El virus de la hepatitis C se ha clasificado en 7 genotipos distintos, según las diferencias entre sus genomas. En el 2005 se estableció un porcentaje de divergencia mayor del 30% entre genotipos, y mayor de 15% entre subtipos. Además se establecieron las secuencias de referencia para cada variante del VHC. Estos genotipos a su vez se subdividen en subtipos enumerados con letras. La preponderancia y distribución de dichos genotipos varía de modo global. Por ejemplo, en Norteamérica predomina el genotipo 1a, seguido de 1b, 2a, 2b y 3a. En Europa predomina el genotipo 1b seguido de 2a, 2b, 2c y 3a. Los genotipos 4 y 5 son originarios de África, aunque recientemente se ve un aumento de la incidencia en países del sur de Europa como España, Italia o Francia. El genotipo 4 es el más prevalente en Egipto y se han vinculado esta alta incidencia a una transmisión iatrogénica realizada por una campaña de inyecciones terapéuticas masivas contra esquistosomiasis. El genotipo 7 es de reciente descubrimiento y se ha encontrado sólo en África central. Sin embargo, la exagerada tasa de mutación del virus (de 10-3 a 10-5) y la alta producción de partículas víricas in vivo (1012 virus/paciente y día)  ha sugerido en tratar al virus como una cuasiespecie que da lugar a una producción estimada de 3,300 virus distintos al original por día.

### Importancia clínica
El genotipo tiene importancia clínica ya que determina la respuesta potencial de la terapia basada en el interferón y la duración que va a requerir la misma. Los genotipos 1 y 4 responden menos a dicho tratamiento que los otros (genotipos 2, 3, 5 y 6). La duración de la terapia estándar basada en el interferón para los genotipos 1 y 4 es de 48 semanas, mientras que para los genotipos 2 y 3 es solo de 24 semanas.  Además, la aparición de variantes asociadas a resistencias frente a distintos antivirales no es igual de probable según los diversos genotipos y subtipos, siendo los genotipos 1 y 4 los más propensos a resistir el tratamiento estándar.  Esto se debe a que la barrera genética no es idéntica entre los distintos genotipos. La barrera genética es el número de mutaciones necesarias para anular la actividad de un fármaco y parece variar entre genotipos, incluso entre subtipos. Además, depende del tipo de fármaco.
Determinación del Genotipo.
Existen distintos métodos para determinar el genotipo. En estudios de investigación se suele usar la amplificación por PCR de las regiones NS5B, E1 o E2 y la posterior secuenciación y alineamiento con secuencias de referencia y análisis filogenético. En la práctica clínica, se determina con métodos comerciales basados en la secuenciación de la región 5' UTR, o en hibridación inversa del producto amplificado con sondas genotipo-específicas de la misma región fijadas a un soporte de nitrocelulosa. Estas técnicas detectan el genotipo correctamente pero no suelen identificar el subtipo. También es posible detectar el genotipo con ELISA competitivo basado en la detección de anticuerpos genotipo-específicos frente a epítopos de la región NS4 o core. Permite identificar el genotipo en el 90 % de pacientes inmunocompetentes, aunque no es rara la reactividad cruzada frente a más de un serotipo y la técnica no permite tampoco la determinación del genotipo real del virus circulante.

## Tratamiento
El tratamiento clásico contra la Hepatitis C consistía en la administración de interferón con notables efectos adversos.En este tratamiento la respuesta virológica sostenida (ARN indectable durante 12 o 24 semanas) estaba lejos de ser óptima. 
Desde el desarrollo de los Antivirales de Acción Directa como Boceprevir, Daclatasvir o sofosbuvir, el tratamiento con interferón ha quedado en un segundo plano, llegando a desaconsejarse recientemente en las guías de la AASDL. El Comité para la Evaluación de Riesgos en Farmacovigilancia Europeo (PRAC) finalizó la evaluación del riesgo de reactivación de hepatitis B y de la aparición de recurrencia de carcinoma hepatocelular (CHC) en pacientes tratados con antivirales de acción directa (AAD) para la hepatitis C.
Esta revisión se inició con motivo de casos de reactivación de hepatitis B recibidos por notificación espontánea y publicados en la literatura, así como por los resultados de un estudio sobre recurrencia de CHC en pacientes tratados con AAD. El éxito de estos nuevos antivirales radica en su alta respuesta virológica sostenida (Tasas superiores al 90%) y en la posibilidad de realizar tratamientos sin interferón con eficacía similar o superior. No obstante, estos antivirales no son pangenotípicos, teniendo diferente respuesta al tratamiento en función al genotipo, o incluso al subtipo.
La estrategia de tratamiento actual contra la hepatitis C, llevada a cabo por los nuevos antivirales, se basa en inhibir la actividad de 3 proteínas no estructurales: NS3, NS5A y NS5B. NS3 es la proteasa viral y también posee actividad helicasa colaborando en el proceso de replicación. NS5B es la RNA polimerasa RNA dependiente. NS5A es una proteína sin función enzimática conocida y con función todavía por aclarar completamente y colabora en el complejo de replicación y en el ensamblaje viral gracias a su dominio de unión al ARN. Los distintos Antivirales de Acción Directa inhiben siempre alguna de estas proteínas dándose en combinación para inhibir simultáneamente estas tres dianas terapéuticas. El nombre de estos antivirales nos indica la diana a la que están dirigidos. Los antivirales dirigidos contra NS3 poseen la terminación -previr, los dirigidos contra NS5A -asvir y los de NS5B -buvir. Las recomendaciones de tratamiento se recogen en guías de publicación anual donde destacan la de la AASLD y la publicada por la EASL. Aunque la duración estándar del tratamiento es de 12 semanas, Mavyret® ha demostrado su eficacia en 8 semanas de tratamiento en todos los genotipos con una eficacia de entre el 92%-100%, motivo que le ha asegurado en el verano del 2017 la licencia por la FDA. La eficacia, al igual que con los otros antivirales, depende del genotipo. 
| Principales Medicamentos contra la infección por VHC | Principales Medicamentos contra la infección por VHC | Principales Medicamentos contra la infección por VHC | Principales Medicamentos contra la infección por VHC |
| Nombre comercial                                     | Composición                                          | Diana viral                                          | Notas                                                |
| ---------------------------------------------------- | ---------------------------------------------------- | ---------------------------------------------------- | ---------------------------------------------------- |
| Daklinza®                                            | Daclatasvir                                          | NS5A                                                 |                                                      |
| Epclusa®                                             | Sofosbuvir y Velpatasvir                             | NS5A y NS5B                                          |                                                      |
| Exviera®                                             | dasabuvir                                            | NS5B                                                 |                                                      |
| Harvoni®                                             | ledipasvir y sofosbuvir.                             | NS5A y NS5B                                          |                                                      |
| Incivo®                                              | Telaprevir                                           | NS3/4A                                               | Retirada su autorización por la EMA                  |
| Mavyret®                                             | glecaprevir y pibrentasvir                           | NS3/4A y NS5A                                        | Licenciado por la FDA. Pendiente por la EMA          |
| Olysio®                                              | Simeprevir                                           | NS3/4A                                               |                                                      |
| Victrelis®                                           | Boceprevir                                           | NS3/4A                                               |                                                      |
| Viekirax®                                            | ombitasvir, paritaprevir y ritonavir                 | NS3/4A, NS5A y NS5B                                  |                                                      |
| Zepatier®                                            | Grazoprevir y Elbasvir                               | NS3/4A y NS5A                                        |                                                      |

### Resistencia frente a antivirales
La alta tasa de mutación del virus puede originar mutaciones que le confieran resistencia a los antivirales de acción directa, tal y como ocurrió en monoterapia, como por ejemplo, Boceprevir, donde aparecieron resistencias en pocos días. Estas resistencias disminuyen la susceptibilidad al fármaco gracias a la presencia de una mutación. Sin embargo, no todas las mutaciones confieren el mismo nivel de resistencia existiendo pocos estudios que determinen la importancia clínica de estas mutaciones. Tampoco se conoce la persistencia en el tiempo. Algunos estudios parecen sugerir que las mutaciones en NS3 revierten al cabo de un tiempo mientras que las de NS5A permanecen.
Una estrategia para evitar las resistencias a antivirales es usar varios fármacos simultáneamente dirigidos contra distintas dianas. La otra estrategia consiste en secuenciar el genoma del virus y observar si poseen estas mutaciones. Existen multitud de bases de datos que recogen esta clase de mutaciones donde es posible comparar la muestra y observar la presencia o ausencia de las mismas. El mayor problema que ha existido en este sentido, es que no hay una prueba diagnóstico comercial obligando a los laboratorios a poner a punto sus propias técnicas. Sin embargo, la EASL en 2016, recomienda el estudio de resistencias en unas posiciones concretas de NS5A usando secuenciación de Sanger o Secuenciación de Nueva Generación con el fin de orientar las decisiones del especialista.
| Posición y Aminoácido wild type en NS5A | RAAs ledipasvir para genotipo 1a | RAAs elbasvir para genotipo 1a     | RAAs Velpatasvir para genotipo 3 |
| --------------------------------------- | -------------------------------- | ---------------------------------- | -------------------------------- |
| M28                                     | M28A M28G M28T                   | M28A M28G M28T                     |                                  |
| Q30                                     | Q30E Q30G Q30H Q30K Q30R         | Q30D Q30E Q30G Q30H Q30K Q30L Q30R |                                  |
| L31                                     | L31M L31V                        | L31F L31M L31V                     |                                  |
| P32                                     | P32L P32S                        |                                    |                                  |
| H58                                     | H58D                             | H58D                               |                                  |
| Y93                                     | Y93C Y93H Y93N Y93S              | Y93C Y93H Y93N Y93S                | Y93H                             |

La nomenclatura de las mutaciones de resistencia sigue el siguiente criterio:
1. Se coloca en primer lugar el aminoácido wild type siguiendo la nomenclatura internacional de una letra.
2. Se coloca la posición
3. Se coloca el aminoácido mutante siguiendo la misma nomenclatura.

Ejemplo: L31M sería que la Leucina que está en la posición 31 está sustituida por una metionina.

### Vacuna
Aunque la hepatitis A, la hepatitis B y la hepatitis C tienen nombres similares (ya que todas producen inflamación del hígado), están causadas por virus claramente diferentes tanto a nivel genético como clínico. A diferencia de las hepatitis A y B, no existe vacuna para la hepatitis C, debido a su elevada tasa de mutación, y a las grandes diferencias presentes entre los diversos genotipos. Por ello se hace sumamente importante la prevención y la información temprana.
En un estudio realizado en 2006, 60 pacientes recibieron cuatro dosis diferentes de una vacuna experimental. Todos produjeron anticuerpos que los investigadores creen que podrían protegerlos del virus.

## Epidemiología
El virus de la hepatitis C infecta a unas 170 millones de personas en todo el mundo con muy bajo riesgo de transmisión por vía sexual o vertical, ambas epidemiológicamente no significativas. Es importante notar que mientras los genotipos 1 y 3 son los de más amplia distribución, los genotipos 2, 4 y 6 se encuentran en países en vías de desarrollo (África y sudeste asiático). Los países con mayor prevalencia son los africanos y los de oriente próximo. El virus se transmite a través del contacto directo con sangre infectada. Por tanto los principales grupos de riesgo son los usuarios de drogas por vía parenteral, receptores de hemoderivados y pacientes de hemodiálisis. En un estudio realizado en el que se detectaba el anticuerpo específico del núcleo del virus de la hepatitis C (HCV) sugiere la existencia de infección oculta VHC entre los donantes de sangre. Los autores del estudio esgrimen que se deben hacer estudios futuros para conocer la importancia de este hecho y así garantizar la seguridad del suministro de sangre. De importancia también ha sido la trasmisión intrahospitalaria (nosocomial) cuando las prácticas de higiene y estelirización no fueron correctamente llevadas a cabo.
La circulación endémica subtropical del virus permanece todavía sin aclararse. Un número de prácticas rituales han sido propuestas como potenciales modos históricos de la transmisión del virus incluyendo circuncisión, mutilación genital, escarificaciones, sacrificios rituales, tatuaje y acupuntura. También se ha argumentado que dado los periodos extremadamente prolongados de persistencia del VHC en humanos, Incluso tasas muy bajas e indetectables de transmisión mecánica a través de insectos picadores, puede ser suficiente para mantener la infección endémica en el trópico, donde la población recibe picaduras en mucho mayor número.  Estas hipótesis están todavía por resolverse. 
El virus de la hepatitis C también se puede contagiar al hacerse perforaciones y tatuaje en sitios con baja higiene, al suministrarse drogas por la vía intranasal y al compartir objetos de uso común que se puedan ver expuesto a sangre con una persona infectada. El virus no se propaga a través de otras vías,  como alimentos, agua, contacto físico, aerosoles o saliva.
| Prevalencia estimada de Hepatitis C y número de infectados por región de la OMS. | Prevalencia estimada de Hepatitis C y número de infectados por región de la OMS. | Prevalencia estimada de Hepatitis C y número de infectados por región de la OMS. | Prevalencia estimada de Hepatitis C y número de infectados por región de la OMS. | Prevalencia estimada de Hepatitis C y número de infectados por región de la OMS. |
| Región de la OMS                                                                 | Población total (Millones)                                                       | Tasa de Prevalencia VHC (%)                                                      | Población infectada (Millones)                                                   | N.º de Países por región de la OMS donde no existen datos disponibles            |
| -------------------------------------------------------------------------------- | -------------------------------------------------------------------------------- | -------------------------------------------------------------------------------- | -------------------------------------------------------------------------------- | -------------------------------------------------------------------------------- |
| África                                                                           | 602                                                                              | 5,3                                                                              | 31,9                                                                             | 12                                                                               |
| América                                                                          | 785                                                                              | 1,7                                                                              | 13,1                                                                             | 7                                                                                |
| Mediterráneo Oriental                                                            | 466                                                                              | 4,6                                                                              | 21,3                                                                             | 7                                                                                |
| Europa                                                                           | 858                                                                              | 1,03                                                                             | 8,9                                                                              | 19                                                                               |
| Sudeste Asiático                                                                 | 1.500                                                                            | 2,15                                                                             | 32,3                                                                             | 3                                                                                |
| Pacífico Occidental                                                              | 1.600                                                                            | 3,9                                                                              | 62,2                                                                             | 11                                                                               |
| Total                                                                            | 5.811                                                                            | 3,1                                                                              | 169,7                                                                            | 57                                                                               |

### Prevención
La prevención primaria de la hepatitis C debe dirigirse a la reducción de la transmisión del virus. La prevención debe dirigirse a las personas en riesgo de contraer el virus y debe incluir la educación, el asesoramiento sobre la reducción del riesgo, el cribado del VHC y el tratamiento del abuso de sustancias.
- Evite el contacto con la sangre o los hemoderivados siempre que sea posible. Los trabajadores de la salud deben tomar precauciones al manipular sangre y líquidos corporales.
- No se inyecte drogas ilícitas y, en especial, no comparta agujas con otra persona.
- Tenga precaución al hacerse tatuajes y perforaciones corporales (piercing).
- Practique comportamientos sexuales más seguros para evitar la hepatitis C, así como enfermedades de transmisión sexual, incluyendo el VIH y la hepatitis B.

Una vez que se encuentra que un paciente tiene hepatitis C, ese paciente necesita ser aconsejado para reducir el riesgo de transmisión del VHC a otros. El médico también debe ofrecer asesoramiento sobre el tratamiento, la reducción del consumo de alcohol y la inmunización para hepatitis A, hepatitis B, neumococo y vacunas contra la gripe. Las personas negativas para el VHC con factores de riesgo en curso también requieren asesoramiento e inmunización con las vacunas contra la hepatitis A y la hepatitis B.

## Evolución
El origen del virus permanece todavía sin esclarecerse. Un escenario convincente es la hipótesis de primates no humanos como fuente de infecciones por VHC en humanos. La teoría tiene sentido epidemiológico porque las áreas de alta diversidad de la circulación endémica en los seres humanos son aquellas en los que las poblaciones de humanos y simios se superponen. Antes de la existencia de medios de transporte que permitían viajar a larga distancia, las infecciones zoonóticas humanas adquiridas por medio de los primates no humanos pueden haber permanecido localizadas geográficamente y por lo tanto dar cuenta de la asociación específica de cada uno de los genotipos en áreas definidas de África subsahariana y Asia meridional. Esta idea es además consistente con la observación de su pobre transmisibilidad entre los seres humanos, en gran medida confinada a las vías parenterales y su falta de adaptación al hospedador como demuestra ser su grave patología. Este modelo es análogo al descrito para el VIH. Diferencias importantes con respecto al modelo de origen del VIH-1 serían la propagación temprana del VHC a todo el mundo y la existencia de múltiples áreas potencialmente que sirven de fuente y posiblemente de diferentes especies de primates implicados. Estos serían necesarios para explicar las distintas distribuciones endémicas de genotipos de VHC en diferentes partes del África subsahariana y también del sudeste asiático. La principal objeción a esta hipótesis es que no ha sido hallado VHC u homólogos en especies de primates no humanos.
Kapoor y colaboradores, para identificar las causas virales de una enfermedad respiratoria en perros en perreras por secuenciación profunda, reveló la existencia de un virus de ARN extraordinariamente similar al VHC pero con propiedades biológicas y epidemiológicas muy diferentes. El virus, inicialmente denominado hepacivirus canino (CHV), mostró aproximadamente una divergencia del 50% de la secuencia de nucleótidos de VHC. Los datos presentados en ese estudio demostraron cargas virales elevadas en muestras respiratorias, vía de transmisión aérea y asociación con enfermedades respiratorias. Otros hepacivirus han sido encontrados en caballos, tamarinos, vacas o ciervos. Futuras investigaciones son necesarias para esclarecer la importancia de estos hallazgos y determinar si tienen relación con el origen de la Hepatitis C. Actualmente, se explora la hipótesis de un origen equino de esta enfermedad. No obstante, los resultados obtenidos distan mucho de ser concluyentes.
La profundidad temporal de la circulación "endémica" del VHC permanece igualmente incierta. Las reconstrucciones moleculares evolutivas de la reciente propagación del VHC han producido estimaciones robustas y reproducibles de su tasa de sustitución. Un análisis bayesiano sugiere que los principales genotipos divergieron hace unos 300-400 años. Las tasas de sustitución extrapoladas a las distancias de secuencia se han utilizado para proporcionar el período mínimo durante el cual se desarrolló la diversidad endémica observada. Las fechas reconstruidas para el antepasado común de diferentes genotipos varían, pero se estima que son varios cientos de años atrás para el genotipo 2 y aún más para el genotipo 6 (~ 1.100 a 1.350 años antes de la actual).El período probable de circulación endémica en el África subsahariana y el sur de Asia se prolonga a probablemente mucho antes de los viajes a grandes distancia y las interacciones con las potencias coloniales. Es probable que estos genotipos sean auténticamente indígenas en áreas donde actualmente circulan endémicamente.
La extensa heterogeneidad genética del VHC en estas regiones ha sido descrita como un patrón de diversidad "endémica" y es consistente con su presencia a largo plazo y diversificación en estas poblaciones. Como tal, actualmente se plantea la hipótesis de que representan áreas de origen que alimentan la propagación mundial del VHC en los últimos 100-200 años. De hecho, los distintos subtipos que se han descrito en países occidentales como 1a, 1b y 3a podrían representar simplemente la expansión explosiva de ciertas variantes dentro de nuevos grupos de riesgo para la infección. Aunque no sabemos y nunca podremos reconstruir sus orígenes finales y vías de transmisión iniciales, 1a, 1b, 3a y otros pueden resultar simplemente las variantes más exitosas que entraron en individuos previamente expuestos y altamente susceptibles expuestos por vía parenteral. Y posteriormente en Europa, nuestra colección actual de subtipos clasificados podría representar similarmente virus fundadores que fueron los primeros en propagarse epidémicamente en el siglo pasado en países occidentales donde se caracterizó genéticamente el VHC.
Un estudio de los genotipos 1a y 1b estimó que las fechas de origen eran 1802-1957 para el tipo 1a y 1806-1965 para el tipo 1b.  Ambos tipos 1a y 1b sufrieron expansiones masivas en su tamaño efectivo de población entre 1940 y 1960, probablemente iatrogénicamente. La expansión del subtipo 1b del VHC precedió a la del subtipo 1a en al menos 16 años. Aunque su lugar de origen sea África occidental, ambos tipos parecen haberse extendido desde los países desarrollados a los países en vías de desarrollo.
Las fechas estimadas de origen de los tipos 2a y 3a fueron 1917 y 1943, respectivamente.Las cepas del genotipo 2 de África se pueden dividir en cuatro clados que se correlacionan con su país de origen:
1. Camerún y República Centroafricana
2. Benín, Ghana y Burkina Faso
3. Gambia, Guinea, Guinea Bissau y Senegal
4. Madagascar.

También existe una fuerte evidencia atribuyendo la diseminación del virus de la hepatitis C genotipo 2 de África Occidental al Caribe al comercio transatlántico de esclavos.
Se cree que el genotipo 3 tiene su origen en el sudeste asiático. Las fechas sugieren que este virus pudo haber evolucionado en Asia Sur-Oriental y fue esparcido a África Occidental por los comerciantes de Europa Occidental. Posteriormente fue introducido en Japón una vez que el aislamiento autoimpuesto de ese país fue levantado. Una vez introducido en un país, su propagación ha sido influenciada por muchos factores locales, incluyendo transfusiones de sangre, programas de vacunación, uso de drogas intravenosas y regímenes de tratamiento. Dada la reducción de la tasa de propagación una vez que el cribado de la hepatitis C en los productos sanguíneos se implementó en la década de 1990,  antes de esto la transfusión de sangre fue un método importante de propagación de este virus.
El genotipo 4 parece tener su origen en África central a juzgar por la heterogeneidad en las secuencias de esta zona. El ancestro común ha sido fechado entre 1350-1700. Estos dos hechos parecen sugerir que este genotipo ha sido endémico durante mucho tiempo. Esta gran diversidad genética en el África subsahariana podría conducir a la hipótesis de que el genotipo 4 se originó y se propagó en África Central y Occidental antes de extenderse a otras regiones.Entre 1920 y 1960 tiene lugar una propagación exponencial del genotipo en Camerún, que coincidió con la campaña de masas contra la tripanosomiasis y la vacunación en masa. Un caso similar al ya mencionado en Egipto.
El genotipo 5 tiene su importancia en Sudáfrica y Bélgica y se ha calculado el ancestro común a ambas poblaciones entre 1790-1940. Se ha sugerido que esto puede tener relación con la historia colonial de Bélgica.
| Genotipo | Fecha de origen (Intervalo de Confianza 95%) | Continente de Origen          |
| -------- | -------------------------------------------- | ----------------------------- |
| 1a       | 1802-1957                                    | África Occidental             |
| 1b       | 1806-1965                                    | África Occidental             |
| 2        | 1917-1943                                    | África (Ver texto)            |
| 3        | 1917-1943                                    | Sudeste Asiático              |
| 4        | 1350-1700                                    | África Central                |
| 5        | 1790-1940                                    | Sur de África                 |
| 6        | 750-900                                      | Sudeste Asiático              |
| 7        | Datos insuficientes                          | Probablemente, África Central |

## Premio Nobel de Medicina
En el año 2020, el Instituto Karolinska otorgó el Premio Nobel de Medicina a los virólogos Harvey J. Alter, Charles M. Rice (estadounidenses) y Michael Houghton (británico) como reconocimiento al trabajo que en 1989 les permitiera el descubrimiento del virus de la hepatitis C.